# Reaccion de Selivianoff
La Reacción de Selivianoff tiñe específicamente las cetosas (como la fructosa, tagatosa y ribulosa) siempre que el tiempo que esté la reacción calentando no llegue a 24 horas. En ese caso, también determinaría las aldosas.
Se utiliza la resorcina al 0.05% en HCl diluido de manera que se deposita este reactivo en la solución problema. El tubo de ensayo se coloca en agua hirviendo. Tras unos minutos, vira de color a un naranja fuerte si da positivo.
- Datos: Q6101556